# Max Wenzel (Rechtswissenschaftler)
Max Wenzel (* 1882 in Bernkastel-Kues; † 16. Januar 1967) war ein deutscher Rechtswissenschaftler und Staatsrechtslehrer.
Wenzel studierte zunächst in Freiburg und war dann Schüler von Philipp Zorn an der Universität Bonn. Dort habilitierte er sich 1913. Er wurde 1920 nach Rostock und 1928 für den verstorbenen Karl Rieker nach Erlangen berufen.
Wenzel war Gründungsmitglied der Vereinigung der deutschen Staatsrechtslehrer.
Nach 1945 verteidigte Wenzel vom Nationalsozialismus belastete Juristen. 1947 wurde er als Mitläufer entnazifiziert, zum Professor für Staatsrecht, Verwaltungsrecht und Völkerrecht an der Universität Erlangen ernannt und gleichzeitig pensioniert. Seit 1949 war er Dozent an der philosophisch-theologischen Hochschule Bamberg. 1953 wurde seine Pensionierung in eine Emeritierung umgewandelt; er lehrte bis 1957.

## Veröffentlichungen
- Kriegsopferversorgung. Die Rechtsprechung des Bundessozialgerichts mit Einbeziehung der grundsätzlichen Entscheidungen des Reichsversorgungsgerichts. Ein Nachschlagewerk geordnet nach Sachgebieten, Heymann, Köln, München 1964.
- Das Gesetz zu Artikel 131 GG und die Hochschullehrer. Eine kritische Untersuchung, Kommentator, Frankfurt am Main 1953.
- Rechtsproblem des Mitläufers, Tümmel, Nürnberg 1949.
- Rechtsstellung der entnazifizierten Beamten. Kritische Rechtsbetrachtungen zum Bundesgesetz zu Artikel 131 des Grundgesetzes, Nürnberg 1949, Tübingen 1951.
- (zusammen mit Max Wuttke): Handwörterbuch der Reichsversorgung. Mit Einbeziehung der Wehrmachtfürsorge- und -versorgungsgesetze, Kohlhammer, Stuttgart 1942.
- (Koreferent: Hermann Heller): Der Begriff des Gesetzes in der Reichsverfassung, in: Veröffentlichungen der Vereinigung der deutschen Staatsrechtslehrer 4 (1928), S. 136–167.
- Die Hoheitsrechte in der Lübecker Bucht. Ein Beitrag zum Meeresvölkerrecht, Hinstorff, Rostock 1926.
- Juristische Grundprobleme. Bd. 1: Der Begriff des Gesetzes. Zugleich eine Untersuchung zum Begriff des Staates und Problem des Völkerrechts, Dümmler, Berlin 1920.
- Ursprüngliche Herrschaftsgewalt und Staatsbegriff. Ein Beitrag zur Frage des Reichseinheitsstaates und eine Kritik der Theorie Redslobs, in: Festgabe der Bonner Juristischen Fakultät für Karl Bergbohm zum 70. Geburtstag, Marcus u. Weber, Bonn 1919, S. 159–206.
- Zur Lehre von den vertragsmäßigen Elementen der Reichsverfassung. Eine kritische Studie aus dem Reichsstaatsrecht, Mohr, Tübingen 1909.